# Dianthus khamiesbergensis
Dianthus khamiesbergensis là loài thực vật có hoa thuộc họ Cẩm chướng. Loài này được Sond. mô tả khoa học đầu tiên năm 1860.